# Herz-Jesu-Kirche (Winnweiler)

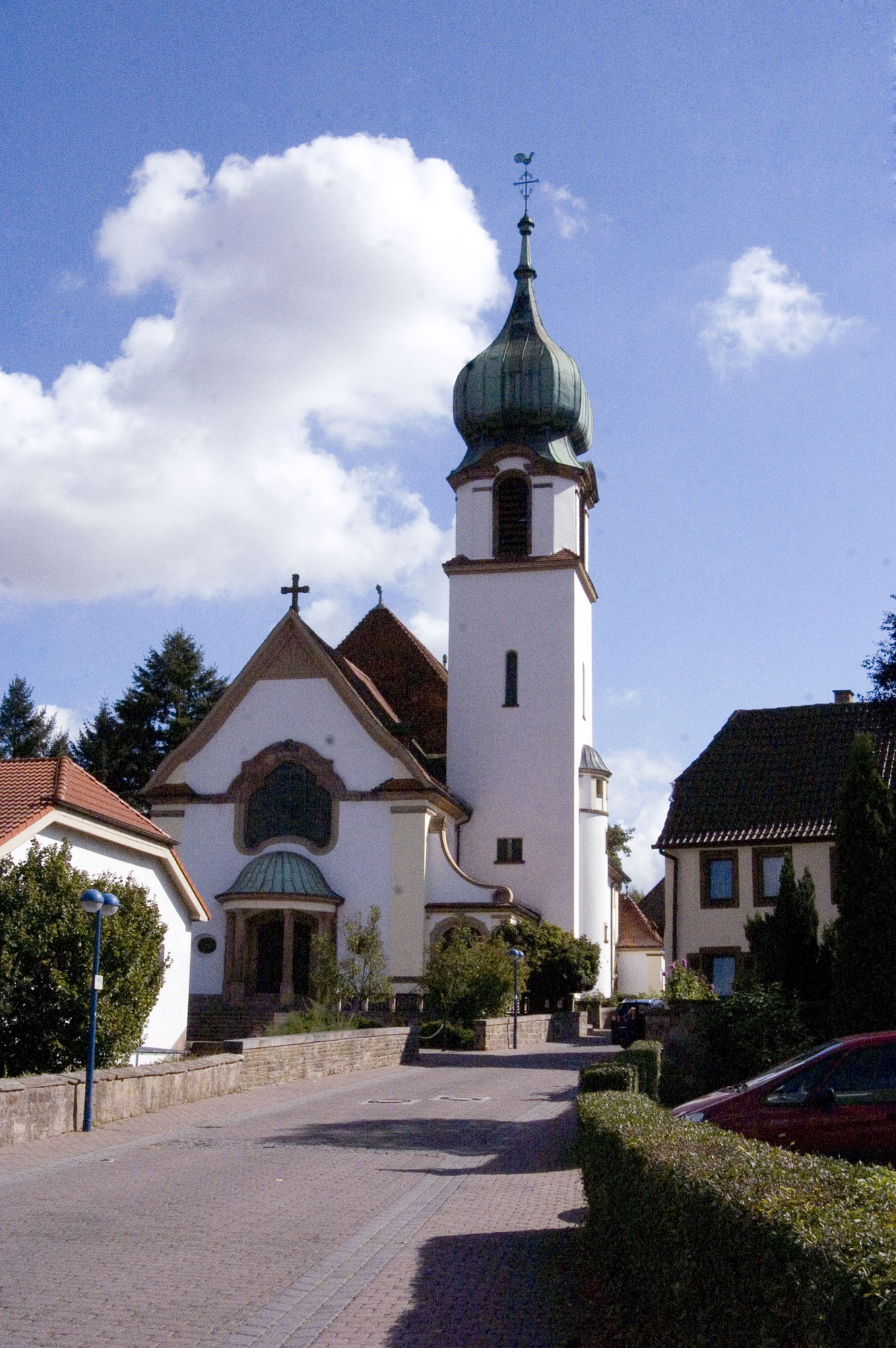

Die Herz-Jesu-Kirche ist eine katholische Pfarrkirche in der nordpfälzischen Gemeinde Winnweiler. Sie bildet mit der Pfarrei Unbefleckte Empfängnis Mariä in Imsbach eine Pfarreiengemeinschaft im Dekanat Donnersberg (Bistum Speyer). Zur Pfarrei gehört die Kreuzkapelle auf dem Kreuzberg.
Sie befindet sich in der Kirchstraße 23 und ist als Kulturdenkmal geschützt. Die sogenannte Staffelhalle besteht aus drei Schiffen und ist im neobarocken Stil gehalten. Sie wurde in den Jahren 1912 und 1913 vom Architekten Ludwig Becker aus Mainz errichtet. Die Kirche prägt das Ortsbild.
Ihre Orgel stammt aus dem Jahr 1929 und wurde von Franz Kämmerer gebaut. 1955 kamen vier Glocken von Friedrich Wilhelm Schilling hinzu.